# Digamber Hansda
Digamber Hansda (Ghatshila, 16 de octubre de 1939 - Jamshedpur, 19 de noviembre de 2020) fue un académico, traductor y activista tribal indio que trabajó en beneficio de las comunidades menos favorecidas en Bengala occidental, Jharkhand y Odisha. Fue miembro fundador de la Academia de Idiomas Santhal Sahitya y era considerado un pionero de la literatura en lengua santali. En 2018 fue galardonado con el Padma Shri, el cuarto honor civil más alto de la India, por su labor en el ámbito de la literatura y la educación en beneficio de las comunidades tribales.

## Biografía

### Primeros años
Hansda nació en la aldea de Dobhapani en Ghatshila, distrito de Singhbhum Oriental (actualmente Jharkhand) el 16 de octubre de 1939, en el seno de una familia de agricultores. Completó su educación básica en las escuelas secundarias de Rajdoha y Manpur, y obtuvo un título de posgrado en ciencias políticas en la Universidad de Bihar (actualmente conocida como la Universidad de Ranchi) en 1963.

### Carrera
Comenzó su carrera trabajando como secretario de la Sociedad Cooperativa TISCO Adivasi a principios de la década de 1960, una organización enfocada en la creación de oportunidades de trabajo para las tribus de la región que impartía cursos de formación profesional con el objetivo de generar oportunidades en el mercado laboral indio. Más tarde trabajó con la organización Bharat Sevashram Sangh ayudando a establecer escuelas en las zonas rurales cercanas a Jamshedpur, incluida la Escuela Secundaria RP Patel, Jugsalai. También ayudó a introducir el idioma santali y otras lenguas tribales como medio de instrucción en los colegios de la región.
Hansda fue un pionero de la literatura en lengua santali y miembro fundador de la Academia Santhal Sahitya. Desarrolló cursos intermedios, de postgrado y de licenciatura en dicha lengua bajo la dirección del gobierno estatal. Visitaba regularmente las aldeas de Potka y Ghatshila para recopilar cuentos y canciones populares de artistas locales con el fin de difundir las obras literarias entre las tribus. Como miembro del Instituto de Investigación Tribal del gobierno central, ayudó a traducir libros académicos de escritura devanagari al santali. En 1993 participó en la exitosa iniciativa para que el santali fuera reconocido como idioma oficial en Nepal y más adelante tradujo la Constitución de la India al mencionado idioma a partir de la escritura devanagari.
A lo largo de su carrera, Hansda trabajó en beneficio del progreso social y económico de los desfavorecidos, centrándose en el alivio de la pobreza, el analfabetismo y los males sociales en las comunidades tribales de Jharkhand, Odisha y Bengala occidental. Como profesor jubilado, siguió escribiendo columnas para periódicos que destacaban la difícil situación de dichas comunidades. Ocupó diversos cargos académicos y administrativos, siendo miembro del comité de gestión del Instituto Bodh Gaya, del comité de selección del premio Jnanpith para el idioma santali, del Instituto Central de Lenguas Indias y del comité del programa de estudios de santali Sahitya para la Comisión de Servicios Públicos de la Unión (UPSC) y la Comisión de Servicios Públicos de Jharkand (JPSC).
En 2018 fue galardonado con el Padma Shri, el cuarto honor civil más alto de la India, otorgado por el presidente Ram Nath Kovind por su labor en el ámbito de la literatura y la educación en el idioma santali. A continuación se le concedió el Premio a la Trayectoria, otorgado por la Asociación Cinematográfica Santali (AISFA).

### Plano personal y fallecimiento
Hansda estaba casado y tenía dos hijos y tres hijas. Murió el 19 de noviembre de 2020 a los 81 años después de una larga enfermedad en su hogar de Karandih, Jamshedpur. El Gobierno de Jharkhand anunció un funeral de estado en su honor.